# Oceanospirillales
Ordre
Synonymes
- Kangiellales Liao et al. 2021

Les Oceanospirillales sont un ordre de bactéries à Gram négatif de la classe des Gammaproteobacteria. Son nom provient du genre Oceanospirillum qui est le genre type de l'ordre.

## Historique
C'est dans le Bergey's Manual of Systematic Bacteriology que Garrity propose en 2005 le nom de Oceanospirillales pour représenter ce nouvel ordre bactérien. Le nom est validé par l'ICSP et publié en novembre 2005 dans une publication de l'IJSEM.
En 2020, Liao et al. propose la création de l'ordre Kangiellales en séparant la famille Kangiellaceae de l'ordre Oceanospirillales. Bien que publié de manière valide selon les règles de l'ICSP, cette proposition n'est pour le moment pas encore retenu et l'ordre est considéré comme un synonyme hétérotypique.

## Taxonomie
Le nom correct complet (avec auteur) de ce taxon est Oceanospirillales Garrity et al. 2005.
Le genre type est Oceanospirillum Hylemon et al. 1973.

### Synonymes
Oceanospirillales a pour synonyme :
- Kangiellales Liao et al. 2021

### Étymologie
L'étymologie de l'ordre Oceanospirillales est la suivante : N.L. neut. dim. n. Oceanospirillum, genre type de l'ordre; L. fem. pl. n. suff. -ales, suffixe pour définir un ordre; N.L. fem. pl. n. Oceanospirillales, l'ordre des Oceanospirillum,.

## Liste des familles
Selon LPSN (9 juin 2025), cet ordre comporte 13 familles :
- Aestuariirhabdaceae Khan et al. 2020
- Alcanivoracaceae corrig. Golyshin et al. 2005
- Balneatricaceae corrig. Krishnan et al. 2019
- Endozoicomonadaceae Bartz et al. 2018
- Gynuellaceae Kevbrin et al. 2020
- Hahellaceae Garrity et al. 2005
- Halomonadaceae Franzmann et al. 1989
- Kangiellaceae Wang et al. 2015
- Litorivicinaceae Deshmukh & Oren 2023
- Natronospirillaceae Kevbrin et al. 2020
- Oceanospirillaceae Garrity et al. 2005
- Oleiphilaceae Golyshin et al. 2002
- Saccharospirillaceae Kevbrin et al. 2020